# 国際連合安全保障理事会決議の一覧 (201-300)
| 決議 | 日付           | 投票        | 備考 | 文書リンク                       |
| --- | -------------- | ----------- | --- | -------------------------------- |
| 1965年安全保障理事会理事国 中華民国 フランス イギリス アメリカ合衆国 ソビエト連邦 ボリビア コートジボワール ヨルダン マレーシア オランダ ウルグアイ                                             |                |             | |                                  |
| 201 | 1965年3月19日  | 全会一致    | 国際連合キプロス平和維持軍の活動期限延長                                                                               | 原文 日本語訳 ウィキソース(英語) |
| 202 | 1965年5月6日   | 採択 7-0-4  | 南ローデシアが一方的に独立する情勢に関して                                                                             | 原文 日本語訳 ウィキソース(英語) |
| 203 | 1965年5月14日  | 全会一致    | ドミニカ共和国における内戦の停戦要請                                                                                   | 原文 日本語訳 ウィキソース(英語) |
| 204 | 1965年5月19日  | 全会一致    | ポルトガル軍のセネガル領侵入を非難                                                                                     | 原文 日本語訳 ウィキソース(英語) |
| 205 | 1965年5月22日  | 採択 10-0-1 | ドミニカ共和国における内戦の停戦要請                                                                                   | 原文 日本語訳 ウィキソース(英語) |
| 206 | 1965年6月15日  | 全会一致    | 国際連合キプロス平和維持軍の活動期限延長                                                                               | 原文 日本語訳 ウィキソース(英語) |
| 207 | 1965年8月10日  | 全会一致    | キプロスにおける停戦状態の確認                                                                                         | 原文 日本語訳 ウィキソース(英語) |
| 208 | 1965年8月10日  | 無投票採択  | 国際司法裁判所判事の死去と後任選出について                                                                             | 原文 日本語訳 ウィキソース(英語) |
| 209 | 1965年9月4日   | 全会一致    | カシミール地域の情勢悪化について                                                                                       | 原文 日本語訳 ウィキソース(英語) |
| 210 | 1965年9月6日   | 全会一致    | 第二次印パ戦争の停戦要請                                                                                               | 原文 日本語訳 ウィキソース(英語) |
| 211 | 1965年9月20日  | 採択 10-0-1 | 第二次印パ戦争の停戦要請                                                                                               | 原文 日本語訳 ウィキソース(英語) |
| 212 | 1965年9月20日  | 全会一致    | モルディブの加盟について                                                                                               | 原文 日本語訳 ウィキソース(英語) |
| 213 | 1965年9月20日  | 全会一致    | シンガポールの加盟について                                                                                             | 原文 日本語訳 ウィキソース(英語) |
| 214 | 1965年9月27日  | 無投票採択  | 第二次印パ戦争における停戦の履行と両軍の撤退要請                                                                       | 原文 日本語訳 ウィキソース(英語) |
| 215 | 1965年11月5日  | 採択 9-0-2  | 第二次印パ戦争における停戦の確実な履行と両軍の早期撤退要請                                                             | 原文 日本語訳 ウィキソース(英語) |
| 216 | 1965年11月12日 | 採択 10-0-1 | 南ローデシアの一方的独立宣言および人種差別政策への非難                                                                 | 原文 日本語訳 ウィキソース(英語) |
| 217 | 1965年11月20日 | 採択 10-0-1 | 南ローデシアの一方的独立宣言および人種差別政策を非難し、イギリスへ事態収拾を要請                                       | 原文 日本語訳 ウィキソース(英語) |
| 218 | 1965年11月23日 | 採択 7-0-4  | ポルトガルの植民地政策を非難                                                                                           | 原文 日本語訳 ウィキソース(英語) |
| 219 | 1965年12月17日 | 全会一致    | 国際連合キプロス平和維持軍の活動期限延長                                                                               | 原文 日本語訳 ウィキソース(英語) |
| 1966年安全保障理事会理事国 中華民国 フランス イギリス アメリカ合衆国 ソビエト連邦 アルゼンチン ブルガリア ヨルダン 日本 マリ オランダ ナイジェリア ニュージーランド ウガンダ ウルグアイ         |                |             | |                                  |
| 220 | 1966年3月16日  | 全会一致    | 国際連合キプロス平和維持軍の活動期限延長                                                                               | 原文 日本語訳 ウィキソース(英語) |
| 221 | 1966年4月9日   | 採択 10-0-5 | ポルトガル領モザンビークを経由した南ローデシアへの石油輸出を非難し、イギリスへその阻止を要請                           | 原文 日本語訳 ウィキソース(英語) |
| 222 | 1966年6月16日  | 全会一致    | 国際連合キプロス平和維持軍の活動期限延長                                                                               | 原文 日本語訳 ウィキソース(英語) |
| 223 | 1966年6月21日  | 全会一致    | ガイアナの加盟について                                                                                                 | 原文 日本語訳 ウィキソース(英語) |
| 224 | 1966年10月14日 | 全会一致    | ボツワナの加盟について                                                                                                 | 原文 日本語訳 ウィキソース(英語) |
| 225 | 1966年10月14日 | 全会一致    | レソトの加盟について                                                                                                   | 原文 日本語訳 ウィキソース(英語) |
| 226 | 1966年10月14日 | 全会一致    | コンゴ民主共和国に対するポルトガル領アンゴラを拠点とする傭兵の活動阻止について                                         | 原文 日本語訳 ウィキソース(英語) |
| 227 | 1966年10月28日 | 非公開採択  | ウ・タント国際連合事務総長の一時的な任期延長                                                                           | 原文 日本語訳 ウィキソース(英語) |
| 228 | 1966年11月25日 | 採択 14-0-1 | イスラエル軍によるヨルダン領への攻撃の非難                                                                             | 原文 日本語訳 ウィキソース(英語) |
| 229 | 1966年12月2日  | 非公開採択  | ウ・タント国際連合事務総長の任期延長承認                                                                               | 原文 日本語訳 ウィキソース(英語) |
| 230 | 1966年12月7日  | 全会一致    | バルバドスの加盟について                                                                                               | 原文 日本語訳 ウィキソース(英語) |
| 231 | 1966年12月15日 | 全会一致    | 国際連合キプロス平和維持軍の活動期限延長                                                                               | 原文 日本語訳 ウィキソース(英語) |
| 232 | 1966年12月16日 | 採択 11-0-4 | 南ローデシアへの経済制裁について                                                                                       | 原文 日本語訳 ウィキソース(英語) |
| 1967年安全保障理事会理事国 · 中華民国 フランス イギリス アメリカ合衆国 ソビエト連邦 · アルゼンチン ブラジル ブルガリア カナダ デンマーク エチオピア帝国 インド 日本 マリ ナイジェリア           |                |             | |                                  |
| 233 | 1967年6月6日   | 全会一致    | 第三次中東戦争の停戦要請                                                                                               | 原文 日本語訳 ウィキソース(英語) |
| 234 | 1967年6月7日   | 全会一致    | 第三次中東戦争の停戦要請                                                                                               | 原文 日本語訳 ウィキソース(英語) |
| 235 | 1967年6月9日   | 全会一致    | 第三次中東戦争の停戦要請および国際連合事務総長にイスラエルとシリアへの接触要請                                         | 原文 日本語訳 ウィキソース(英語) |
| 236 | 1967年6月11日  | 全会一致    | 第三次中東戦争における停戦の確実な実施と関係各軍の撤退について                                                         | 原文 日本語訳 ウィキソース(英語) |
| 237 | 1967年6月14日  | 全会一致    | 第三次中東戦争における捕虜及び避難民について                                                                           | 原文 日本語訳 ウィキソース(英語) |
| 238 | 1967年6月19日  | 全会一致    | 国際連合キプロス平和維持軍の活動期限延長                                                                               | 原文 日本語訳 ウィキソース(英語) |
| 239 | 1967年7月10日  | 全会一致    | コンゴ民主共和国に対する傭兵を用いた干渉を非難                                                                         | 原文 日本語訳 ウィキソース(英語) |
| 240 | 1967年10月25日 | 全会一致    | 第三次中東戦争に関連した停戦違反を非難                                                                                 | 原文 日本語訳 ウィキソース(英語) |
| 241 | 1967年11月15日 | 全会一致    | ポルトガル領アンゴラを拠点とする傭兵によるコンゴ民主共和国に対しての干渉を非難し、拠点を使用させているポルトガルを非難 | 原文 日本語訳 ウィキソース(英語) |
| 242 | 1967年11月22日 | 全会一致    | 第三次中東戦争占領地からのイスラエル軍の撤退とスエズ運河航行の保障および難民問題について                               | 原文 日本語訳 ウィキソース(英語) |
| 243 | 1967年12月12日 | 全会一致    | 南イエメンの加盟について                                                                                               | 原文 日本語訳 ウィキソース(英語) |
| 244 | 1967年12月22日 | 全会一致    | 国際連合キプロス平和維持軍の活動期限延長                                                                               | 原文 日本語訳 ウィキソース(英語) |
| 1968年安全保障理事会理事国 · 中華民国 フランス イギリス アメリカ合衆国 ソビエト連邦 · アルジェリア ブラジル カナダ デンマーク エチオピア帝国 ハンガリー インド パキスタン パラグアイ セネガル   |                |             | |                                  |
| 245 | 1968年1月25日  | 全会一致    | 南アフリカ共和国による南西アフリカの統治継続を非難                                                                     | 原文 日本語訳 ウィキソース(英語) |
| 246 | 1968年3月14日  | 全会一致    | 南アフリカ共和国による南西アフリカの統治継続および人権侵害を非難                                                       | 原文 日本語訳 ウィキソース(英語) |
| 247 | 1968年3月18日  | 全会一致    | 国際連合キプロス平和維持軍の活動期限延長                                                                               | 原文 日本語訳 ウィキソース(英語) |
| 248 | 1968年3月24日  | 全会一致    | イスラエル軍によるヨルダン領への攻撃の非難                                                                             | 原文 日本語訳 ウィキソース(英語) |
| 249 | 1968年4月18日  | 全会一致    | モーリシャスの加盟について                                                                                             | 原文 日本語訳 ウィキソース(英語) |
| 250 | 1968年4月27日  | 全会一致    | イスラエル軍による軍事パレードの実施自粛の要請                                                                         | 原文 日本語訳 ウィキソース(英語) |
| 251 | 1968年5月2日   | 全会一致    | イスラエル軍による軍事パレード実施の非難                                                                               | 原文 日本語訳 ウィキソース(英語) |
| 252 | 1968年5月21日  | 採択 13-0-2 | イスラエルによるエルサレムの占領・管理を非難                                                                           | 原文 日本語訳 ウィキソース(英語) |
| 253 | 1968年5月29日  | 全会一致    | 南ローデシアへの経済制裁について                                                                                       | 原文 日本語訳 ウィキソース(英語) |
| 254 | 1968年6月18日  | 全会一致    | 国際連合キプロス平和維持軍の活動期限延長                                                                               | 原文 日本語訳 ウィキソース(英語) |
| 255 | 1968年6月19日  | 採択 10-0-5 | 核拡散防止条約の支援と確認                                                                                             | 原文 日本語訳 ウィキソース(英語) |
| 256 | 1968年8月16日  | 全会一致    | イスラエル軍によるヨルダン領への攻撃の非難                                                                             | 原文 日本語訳 ウィキソース(英語) |
| 257 | 1968年9月11日  | 全会一致    | スワジランドの加盟について                                                                                             | 原文 日本語訳 ウィキソース(英語) |
| 258 | 1968年9月18日  | 採択 14-0-1 | 第三次中東戦争を踏まえた中東地域の和平推進について                                                                     | 原文 日本語訳 ウィキソース(英語) |
| 259 | 1968年9月27日  | 採択 12-0-3 | 第三次中東戦争によるイスラエル占領地の住民問題について                                                                 | 原文 日本語訳 ウィキソース(英語) |
| 260 | 1968年11月6日  | 全会一致    | 赤道ギニアの加盟について                                                                                               | 原文 日本語訳 ウィキソース(英語) |
| 261 | 1968年12月10日 | 全会一致    | 国際連合キプロス平和維持軍の活動期限延長                                                                               | 原文 日本語訳 ウィキソース(英語) |
| 262 | 1968年12月31日 | 全会一致    | イスラエル軍によるレバノン領への攻撃の非難                                                                             | 原文 日本語訳 ウィキソース(英語) |
| 1969年安全保障理事会理事国 · 中華民国 フランス イギリス アメリカ合衆国 ソビエト連邦 · アルジェリア コロンビア スペイン フィンランド ハンガリー ネパール パキスタン パラグアイ セネガル ザンビア |                |             | |                                  |
| 263 | 1969年1月24日  | 全会一致    | 安全保障理事会における作業用の言語として、ロシア語とスペイン語を追加                                                   | 原文 日本語訳 ウィキソース(英語) |
| 264 | 1969年3月20日  | 採択 13-0-2 | 南アフリカによるナミビアの統治を非難し、即時撤退を要求                                                                 | 原文 日本語訳 ウィキソース(英語) |
| 265 | 1969年4月1日   | 採択 11-0-4 | イスラエル軍によるヨルダン領への攻撃の非難                                                                             | 原文 日本語訳 ウィキソース(英語) |
| 266 | 1969年6月10日  | 全会一致    | 国際連合キプロス平和維持軍の活動期限延長                                                                               | 原文 日本語訳 ウィキソース(英語) |
| 267 | 1969年7月3日   | 全会一致    | イスラエルによるエルサレムの管理について非難                                                                           | 原文 日本語訳 ウィキソース(英語) |
| 268 | 1969年7月3日   | 採択 11-0-4 | ポルトガルによるザンビアへの攻撃を非難                                                                                 | 原文 日本語訳 ウィキソース(英語) |
| 269 | 1969年8月12日  | 採択 11-0-4 | 南アフリカによるナミビアの統治を非難                                                                                   | 原文 日本語訳 ウィキソース(英語) |
| 270 | 1969年8月26日  | 無投票採択  | イスラエル軍によるレバノン領への攻撃の非難                                                                             | 原文 日本語訳 ウィキソース(英語) |
| 271 | 1969年9月15日  | 採択 11-0-4 | エルサレムにあるアル＝アクサー・モスクへの放火を非難し、イスラエルによるエルサレムの管理を非難                         | 原文 日本語訳 ウィキソース(英語) |
| 272 | 1969年10月23日 | 全会一致    | 国際司法裁判所の規約改定                                                                                               | 原文 日本語訳 ウィキソース(英語) |
| 273 | 1969年12月9日  | 採択 13-0-2 | ポルトガルによるセネガルへの攻撃を非難                                                                                 | 原文 日本語訳 ウィキソース(英語) |
| 274 | 1969年12月11日 | 全会一致    | 国際連合キプロス平和維持軍の活動期限延長                                                                               | 原文 日本語訳 ウィキソース(英語) |
| 275 | 1969年12月22日 | 採択 9-0-6  | ポルトガルによるギニアへの攻撃を非難                                                                                   | 原文 日本語訳 ウィキソース(英語) |
| 1970年安全保障理事会理事国 · 中華民国 フランス イギリス アメリカ合衆国 ソビエト連邦 · ブルンジ コロンビア スペイン フィンランド ニカラグア ネパール ポーランド シエラレオネ シリア ザンビア     |                |             | |                                  |
| 276 | 1970年1月30日  | 採択 13-0-2 | 南アフリカによるナミビアの統治継続を非難し、専門小委員会設立を決定                                                     | 原文 日本語訳 ウィキソース(英語) |
| 277 | 1970年3月15日  | 採択 14-0-1 | 南ローデシアの体制を非難し、外交関係断絶を含む広範な制裁措置の実施について                                             | 原文 日本語訳 ウィキソース(英語) |
| 278 | 1970年5月11日  | 全会一致    | バーレーンの独立について                                                                                               | 原文 日本語訳 ウィキソース(英語) |
| 279 | 1970年5月12日  | 全会一致    | イスラエル軍のレバノン領への侵入を非難                                                                                 | 原文 日本語訳 ウィキソース(英語) |
| 280 | 1970年5月19日  | 採択 11-0-4 | イスラエル軍のレバノン領への侵入・攻撃を非難                                                                           | 原文 日本語訳 ウィキソース(英語) |
| 281 | 1970年6月9日   | 全会一致    | 国際連合キプロス平和維持軍の活動期限延長                                                                               | 原文 日本語訳 ウィキソース(英語) |
| 282 | 1970年7月23日  | 採択 12-0-3 | 南アフリカにおけるアパルトヘイト政策を非難し、武器禁輸による制裁を要請                                                 | 原文 日本語訳 ウィキソース(英語) |
| 283 | 1970年7月29日  | 採択 13-0-2 | 南アフリカによるナミビアの統治継続を非難し、それを助長させる活動の停止を要請                                           | 原文 日本語訳 ウィキソース(英語) |
| 284 | 1970年7月29日  | 採択 12-0-3 | 国際司法裁判所にナミビア情勢に関する意見を要請                                                                         | 原文 日本語訳 ウィキソース(英語) |
| 285 | 1970年9月5日   | 採用 14-0-1 | イスラエル軍のレバノン領への侵入を非難                                                                                 | 原文 日本語訳 ウィキソース(英語) |
| 286 | 1970年9月9日   | 全会一致    | PFLP旅客機同時ハイジャック事件に関連して、ハイジャック防止・解決の協力を要請                                           | 原文 日本語訳 ウィキソース(英語) |
| 287 | 1970年10月10日 | 全会一致    | フィジーの加盟について                                                                                                 | 原文 日本語訳 ウィキソース(英語) |
| 288 | 1970年11月17日 | 全会一致    | 南ローデシアの体制を非難し、イギリスに解決への協力を要請                                                               | 原文 日本語訳 ウィキソース(英語) |
| 289 | 1970年11月23日 | 全会一致    | ポルトガルによるギニア攻撃を非難                                                                                       | 原文 日本語訳 ウィキソース(英語) |
| 290 | 1970年12月8日  | 採択 11-0-4 | ポルトガルによるギニア攻撃を非難し、その植民地政策を非難                                                               | 原文 日本語訳 ウィキソース(英語) |
| 291 | 1970年12月10日 | 全会一致    | 国際連合キプロス平和維持軍の活動期限延長                                                                               | 原文 日本語訳 ウィキソース(英語) |
| 1971年安全保障理事会理事国 中国 フランス イギリス アメリカ合衆国 ソビエト連邦 アルゼンチン ブルンジ ベルギー イタリア 日本 ニカラグア ポーランド シエラレオネ ソマリア シリア                   |                |             | |                                  |
| 292 | 1971年2月10日  | 全会一致    | ブータンの加盟について                                                                                                 | 原文 日本語訳 ウィキソース(英語) |
| 293 | 1971年5月26日  | 全会一致    | 国際連合キプロス平和維持軍の活動期限延長                                                                               | 原文 日本語訳 ウィキソース(英語) |
| 294 | 1971年6月15日  | 採択 13-0-2 | ポルトガルによるセネガル攻撃を非難                                                                                     | 原文 日本語訳 ウィキソース(英語) |
| 295 | 1971年8月3日   | 全会一致    | ギニアの安全のために特使を派遣                                                                                         | 原文 日本語訳 ウィキソース(英語) |
| 296 | 1971年8月18日  | 全会一致    | バーレーンの加盟について                                                                                               | 原文 日本語訳 ウィキソース(英語) |
| 297 | 1971年9月15日  | 全会一致    | カタールの加盟について                                                                                                 | 原文 日本語訳 ウィキソース(英語) |
| 298 | 1971年9月25日  | 採択 14-0-1 | イスラエルによるエルサレムの管理行為を非難                                                                             | 原文 日本語訳 ウィキソース(英語) |
| 299 | 1971年9月30日  | 全会一致    | オマーンの加盟について                                                                                                 | 原文 日本語訳 ウィキソース(英語) |
| 300 | 1971年10月12日 | 全会一致    | 南アフリカのザンビアへの侵入を非難                                                                                     | 原文 日本語訳 ウィキソース(英語) |